# سينيسا ستانيسافيتش
سينيسا ستانيسافيتش (بالصربية: Синиша Станисавић) (ولد في 12 مارس 1995 في الجبل الأسود) لاعب كرة قدم من الجبل الأسود يجيد اللعب في مركز المهاجم. يلعب حاليا لصالح ملادوست دونيا غوريكا من الجبل الأسود منذ 2022.

## المسيرة الرياضية

### الأندية
في 1 يوليو 2013 بدأ مسيرته الرياضية في براتستفو من الجبل الأسود. في موسمه الأول 2013-2014 وفي بطولة دوري الدرجة الثانية ساهم في احتلال فريقه المركز الحادي عشر قبل الأخير برصيد 37 نقطة من 33 مباراة. وفي بطولة كأس الجبل الأسود خرج فريقه من الجولة الأولى عندما خسر في الدور32 من بيتروفاتش 0-2.
في موسمه الثاني 2014-2015 وفي بطولة دوري الدرجة الثانية ساهم في احتلال فريقه المركز العاشر برصيد 36 نقطة من 33 مباراة بفارق الأهداف عن منطقة الهبوط. وفي بطولة كأس الجبل الأسود ساهم في وصول فريقه إلى الدور الثمن النهائي عندما خسر من مورنار 2-6 في مجموع المباراتين.
في موسمه الثالث والأخير 2015-2016 وفي بطولة دوري الدرجة الثانية ساهم في احتلال فريقه المركز الثالث برصيد 48 نقطة من 30 مباراة بفارق 16 نقطة عن البطل يدينستفو وبالتالي انتقل إلى ملحق الصعود حيث خسر من إسكرا 2-8 في مجموع المباراتين. وفي بطولة كأس الجبل الأسود خرج فريقه من الجولة الأولى عندما خسر في الدور32 من سوتيسكا نيكشيتش 0-3.
في 2 أغسطس 2016 انتقل ستانيسافيتش من براتستفو إلى يزيرو من الجبل الأسود في صفقة انتقال حر. في موسمه الوحيد 2016-2017 وفي بطولة دوري الدرجة الثانية ساهم في احتلال فريقه المركز الخامس برصيد 44 نقطة من 30 مباراة بفارق سبع نقاط عن التأهل لملحق الصعود. وسجل ستانيسافيتش 12 هدف محتلا المركز الرابع في قائمة الهدافين. وفي بطولة كأس الجبل الأسود خرج فريقه من الجولة الأولى عندما خسر في الدور32 من زيتا غلوبوفاك 0-4.
في 15 يوليو 2017 انتقل ستانيسافيتش من يزيرو إلى ديشيتش من الجبل الأسود في صفقة انتقال حر. في موسمه الوحيد 2017-2018 ساهم في حصد فريقه 16 نقطة من 19 مباراة محتلا المركز العاشر الأخير. وفي بطولة كأس الجبل الأسود ساهم في وصول فريقه إلى الدور الثمن النهائي عندما خسر من مورنار 4-6 في مجموع المباراتين.
في 15 فبراير 2018 انتقل ستانيسافيتش من ديشيتش إلى إيبار من الجبل الأسود بنظام الإعارة حتى نهاية الموسم. في موسمه الوحيد 2017-2018 وفي بطولة دوري الدرجة الثانية ساهم في احتلال فريقه المركز العاشر برصيد 42 نقطة من 33 مباراة بفارق نقطتين عن منطقة الأمان وبالتالي الهبوط إلى الدرجة الثالثة. في 10 يونيو 2018 انتهت الإعارة وعاد ستانيسافيتش إلى ديتشيتش.
في 1 أغسطس 2018 انتقل ستانيسافيتش من ديتشيتش إلى غاليفار السويدي في صفقة انتقال حر. في موسمه الوحيد 2018 وفي بطولة دوري الدرجة الرابعة مجموعة نورلاند ساهم في احتلال فريقه المركز الرابع عشر الأخير برصيد 8 نقاط من 26 مباراة بفارق 20 نقطة عن منطقة الأمان وبالتالي الهبوط إلى الدرجة الخامسة.
في 27 يناير 2019 انتقل ستانيسافيتش من غاليفار إلى إيغالو من الجبل الأسود في صفقة انتقال حر. في موسمه الوحيد 2018-2019 وفي بطولة دوري الدرجة الثانية ساهم في احتلال فريقه المركز التاسع قبل الأخير برصيد 43 نقطة من 36 مباراة بفارق ثلاث نقاط عن منطقة الأمان وبالتالي الهبوط إلى الدرجة الثالثة.
في 30 يوليو 2019 انتقل ستانيسافيتش من إيغالو إلى إيبار من الجبل الأسود في صفقة انتقال حر. في موسمه الأول 2019-2020 وفي بطولة دوري الدرجة الثانية ساهم في احتلال فريقه المركز الخامس برصيد 41 نقطة من 30 مباراة بفارق 8 نقاط عن منطقة الانتقال إلى ملحق الصعود. وتوج ستانيسافيتش بلقب هداف البطولة بعدما سجل 14 هدف ليحقق أولى ألقابه الفردية. وفي بطولة كأس الجبل الأسود ساهم في وصول فريقه إلى الدور الثمن النهائي عندما خسر من زيتا غلوبوفاك 0-3 في مجموع المباراتين. في 20 يوليو 2020 تم فسخ العقد بين الطرفين.
بعد غياب لمدة موسم كامل وفي 9 أغسطس 2021 انضم ستانيسافيتش إلى ملادوست دونيا غوريكا من الجبل الأسود في صفقة انتقال حر. في موسمه الوحيد 2021-2022 وفي بطولة دوري الدرجة الثانية ساهم في احتلال فريقه المركز الثالث برصيد 62 نقطة من 36 مباراة بفارق 16 نقطة عن البطل يدينستفو وبالتالي انتقل للعب في ملحق الصعود حيث خسر من رودار بليفليا 3-5 في مجموع المباراتين. واحتل ستانيسافيتش المركز الثالث في قائمة الهدافين برصيد 14 هدف بفارق ثلاثة أهداف عن المتصدر.
في 12 يوليو 2022 انتقل ستانيسافيتش من ملادوست دونيا غوريكا إلى الرفاع الشرقي البحريني في صفقة انتقال حر. في 31 يوليو 2022 تم فسخ العقد بين الطرفين.
في 1 أغسطس 2022 انضم ستانيسافيتش إلى ملادوست دونيا غوريكا من الجبل الأسود في صفقة انتقال حر.

## الإنجازات
- هداف دوري الدرجة الثانية في الجبل الأسود
  - المركز الأول (1): 2019-2020
  - المركز الثالث (1): 2021-2022